# مفلطحات الأجنحة
مفلطحات الأجنحة أو بَرِّيّات ضخمات الجراب (الاسم العلمي: Megapodagrionidae)، فصيلة حشرات من مقترنات الأجنحة. تشتمل على ثلاث أجناس ضمن خمس أو ست فُصيلات.
الفُصيلات:
- Argiolestinae
- Hypolestinae
- مفلطحات الأجنحة
- Philosininae
- Pseudolestinae (غالبًا ما تُعامل على أنها فصيلة منفصلة).

قسم تحليل علم الوراثة الذي أُجري عام 2013 هذه الفصيلة إلى ثلاثة أجناس فقط
- Allopodagrion
- Megapodagrion
- Teinopodagrion